# Рагби 15 репрезентација Азербејџана
Рагби репрезентација Азербејџана је рагби јунион тим који представља Азербејџан у овом екипном спорту. Рагби савез Азербејџана је основан 2004. Највећу победу Азербејџан је остварио 2005., над Босном (11-8). Најтежи пораз Азербејџан је доживео 2010., када је Кипар славио са убедљивих 59-0. 